# Великолепната шесторка
„Великолепната шесторка” е предаване на bTV.

## Сезони
| Сезон | Сезон | ТВ канал | Година | Старт             | Финал            | Победител                     |
| ----- | ----- | -------- | ------ | ----------------- | ---------------- | ----------------------------- |
|       | 1     | bTV      | 2008   | 14 януари 2008    | 21 февруари 2008 | Мариана Попова и Тити Папазов |
|       | 2     | bTV      | 2010   | 22 септември 2010 | 7 декември 2010  | Бони и Емил Чолаков           |

## Цели и формат
Шоуто е благотворително и първият сезон започва през 2008 г. Целта на предаването е да фокусира вниманието към съдбата на изоставените деца в България. От януари до май 2008 г. са събрани 1 869 788,74 лв. Сумата е използвана за създаване на среда, близка до семейната, за деца от дома в с. Могилино. Акцията е изпълнена с помощта на международната организация УНИЦЕФ.
Вторият сезон на Великолепната шесторка се излъчва от септември до декември 2010 г. по bTV. Слоганът на предаването е Семейство за всяко дете!

## Участници
Идеята за формата „Великолепната шесторка“ принадлежи на един от най-добрите режисьори и филмови творци в Латвия — Андрес Екис, реализирал успешно над 20 собствени продукции.

### Първи сезон
- дует 1: Рени (попфолк певица) и Николай Свинаров (политик)
- дует 2: Деси Добрева (поп певица) и Мартин Захариев (продуцент)
- дует 3: Дичо (поп певец) и Нели Иванова (победител в Survivor 1)
- дует 4: Мариана Попова (поп певица) и Тити Папазов (треньор по баскетбол) (победители)
- дует 5: Данчо Караджов (рок певец) и Мариана Векилска (журналист)
- дует 6: Веселин Маринов (поп певец) и Румяна Маринова (Мисис свят 2004)

### Втори сезон
- дует 1: Теди Кацарова (поп певица) и Николай Мартинов (победител в Survivor 3)
- дует 2: Бони (попфолк певица) и Емил Чолаков (синоптик) (победители)  / гост-подкрепа за диско вечерта Деси Слава[1][2][3]
- дует 3: Наско Пенев (рок певец) и Йорданка Благоева (състезателка по лека атлетика)
- дует 4: Тони Димитрова (поп певица) и Светослав Пеев (актьор)
- дует 5: Тома Здравков (рок певец, победител в Music Idol 2) и Албена Михова (актриса)
- дует 6: Кольо Гилъна (пънк певец) и Валентина Войкова (журналист)

## Водещи
Водещ на благотворителното реалити е Ани Салич – посланик на добра воля на УНИЦЕФ. Изпълнителен продуцент на шоуто „Глобал филмс", а режисьор – Магърдич Халваджиян. На сцената заедно с Ани Салич се изявяват музикалният продуцент Ангел Заберски и група „Акага“.